# Лятно тръшване (1990)
Лятно тръшване (1990) (на английски: SummerSlam (1990)) е третото годишно pay-per-view събитие от поредицата Лятно тръшване, продуцирано от Световната федерация по кеч (WWF). Събитието се провежда на 27 август 1990 г. във Филаделфия, Пенсилвания.

## Обща информация
Карда се състои от десет телевизионни мача, включително две основни събития. Ултимейт Уориър успешно защитава Световната титла в тежка категория на WWF срещу Рик Руд в мач със стоманена клетка, а Хълк Хоган побеждава Земетресението чрез отброяване.
Мистър Пърфект губи своята Интерконтинентална титла на WWF от Тексаското Торнадо, който е заместител на Брутъс Бийфкейк, който е ранен при инцидент с парасейлинг. Фондацията Харт (Брет Харт и Джим Найдхарт) печели Световните отборни титли на WWF от Разрушителите в 2 от 3 туша. Всеки от мачовете е създаден чрез вражди, писани от сценаристите на WWF.

## Резултати
| №                                                                        | Резултати                                                                                  | Правила                                                             | Време      |
| ------------------------------------------------------------------------ | ------------------------------------------------------------------------------------------ | ------------------------------------------------------------------- | ---------- |
| 1Т                                                                       | Шейн Дъглас побеждава Бъди Роуз                                                            | Индивидуален мач                                                    | Неизвестно |
| 2                                                                        | Сила и слава (Херкулес и Пол Рома) (със Слик) поб. Рокерите (Марти Джанети и Шон Майкълс)  | Отборен мач                                                         | 6:00       |
| 3                                                                        | Тексаското Торнадо поб. Мистър Пърфект (ш) (с Боби Хийнън)                                 | Индивидуален мач за Интерконтинентална титла на WWF                 | 5:15       |
| 4                                                                        | Кралица Шери поб. Сапфир чрез задържане                                                    | Индивидуален мач                                                    | Неизвестно |
| 5                                                                        | Военачалникът (със Слик) поб. Тито Сантана                                                 | Индивидуален мач                                                    | 5:28       |
| 6                                                                        | Фондацията Харт (Брет Харт и Джим Найдхарт) поб. Разрушителите (Кръш и Смаш) (ш) 2-1       | Отборен мач 2 от 3 туша за Световните отборни титли на WWF          | 14:24      |
| 7                                                                        | Джейк Робъртс поб. Бад Нюз Браун чрез дисквалификация                                      | Индивидуален мач с Биг Бос Мен като специален гост съдия            | 4:44       |
| 8                                                                        | Джим Дъгън и Николай Волкоф поб. Ориент Експрес (Пат Танака и Сато) (с Мистър Фуджи)       | Отборен мач                                                         | 3:22       |
| 9                                                                        | Ренди Савидж (с Кралица Шери) поб. Дъсти Роудс                                             | Индивидуален мач                                                    | 2:15       |
| 10                                                                       | Хълк Хоган (с Биг Бос Мен) поб. Земетресението (с Дино Браво и Джими Харт) чрез отброяване | Индивидуален мач                                                    | 13:16      |
| 11                                                                       | Ултимейт Уориър (ш) поб. Рик Руд (с Боби Хийнън) излизайки от клетката                     | Мач в стоманена клетка за Световната титла в тежка категория на WWF | 10:05      |
| - (ш) – указва шампиона/шампионите в мача - Т – показва, че мача е тъмен |                                                                                            |                                                                     |            |